# Comuna Prîvitne, Alușta
Prîvitne (în ucraineană Привітне) este o comună în orașul regional Alușta, Republica Autonomă Crimeea, Ucraina, formată din satele Prîvitne (reședința) și Zelenohirea.

## Demografie
Componența lingvistică a comunei Prîvitne
     Rusă (63,73%)
     Tătară crimeeană (27,99%)
     Ucraineană (7,2%)
     Alte limbi (0,28%)
Conform recensământului din 2001, majoritatea populației comunei Prîvitne era vorbitoare de rusă (63,73%), existând în minoritate și vorbitori de tătară crimeeană (27,99%) și ucraineană (7,2%).